# Red Wine River
Der Red Wine River oder Kamikuakamiu-shipu (Innu-Name) ist ein etwa 145 km langer rechter Nebenfluss des Naskaupi River im zentralen Osten von Labrador in der kanadischen Provinz Neufundland und Labrador. Das Einzugsgebiet umfasst schätzungsweise 2350 km².

## Flusslauf
Der Red Wine River bildet den Abfluss des 530 m hoch gelegenen Sees Kamassekutik. Dieser liegt 10 km nördlich des Disappointment Lake sowie 40 km östlich des Smallwood Reservoir. Der Red Wine River fließt anfangs in nordnordöstlicher Richtung. Er durchfließt den See Katshakatinau-nipi und erreicht das westliche Seeende des 460 m hoch gelegenen Sees Red Wine Lake (Kaishkuatashkutik). Dieser besitzt zwei Abflüsse. Der westliche Abfluss führt zum Oberlauf des Naskaupi River, während der Red Wine River den See in östlicher Richtung verlässt. Der Red Wine River fließt 70 km in überwiegend ostsüdöstlicher Richtung und wendet sich auf den letzten 30 Kilometern in Richtung Ostnordost. Schließlich mündet der Red Wine River in den Unterlauf des Naskaupi River, 25 km oberhalb dessen Mündung in den Grand Lake.
Auf den unteren 100 Kilometern befinden sich keine Barrieren für Wanderfische. Das Flusswasser des Red Wine River wird im Gegensatz zum klaren Wasser des Naskaupi River als rötlich-braun beschrieben.